# Clara Belle Williams
Clara Belle Williams née le 29 octobre 1885 et morte le 3 juillet 1993) est une éducatrice américaine. Elle fut la première diplômée afro-américaine du New Mexico College of Agriculture and Mechanic Arts (aujourd'hui l'université d'État du Nouveau-Mexique).

## Jeunesse et mariage
Née Clara Belle Drisdale à Plum, dans l'état du Texas, elle obtient une bourse d'études  à l'université de Prairie View A&M, dont elle sort major de promotion en 1905.
En 1910, elle étudie à l'université de Chicago, dans l'état de l'Illinois. Elle épouse Jasper Williams en 1917. Le couple a trois enfants.

## Études supérieures et enseignement
En 1928, Clara Williams s'inscrit au Collège d'agriculture et d'arts mécaniques du Nouveau-Mexique (New Mexico College of Agriculture and Mechanic Arts). Elle obtient son diplôme de Baccalauréat ès Arts (Bachelor of Arts) en anglais, en 1937, à l'âge de 51 ans. Elle est la première élève afro-américaine à obtenir un diplôme dans cette université. Pendant ses études, les professeurs ne la laissent pas entrer dans les salles de classe, la forçant ainsi à suivre les cours et à prendre des notes depuis les couloirs de l'école. Elle continue ses études supérieures jusque dans les années 1950.
Elle enseigne au lycée Abraham Lincoln de Las Cruces, inauguré par l'église épiscopale méthodiste africaine (A.M.E.) après que l'application des lois de ségrégation ait forcé les étudiants afro-américains à quitter les écoles intégrées en 1920. Clara Williams enseigne par la suite à l'école Booker T. Washington de Las Cruces pendant plus de vingt ans, après son inauguration dans les années 1930.

## Famille et héritage
Ses trois fils, Jasper Jr., James, and Charles,,, devinrent médecins. Clara Williams travailla en tant que réceptionniste au sein de leurs cabinets.
En 1961, l'université d'État du Nouveau-Mexique, où elle reçut son diplôme, rebaptise une rue du campus en son nom[réf. nécessaire].
En 1977, elle est admise au temple de la renommée des professeurs (Hall of Fame) de la National Education Association[réf. nécessaire].
En 1980, Clara Williams reçoit un doctorat honorifique en droit, décerné par l'université de New Mexico State, qui lui présente des excuses pour le traitement qu'elle a reçu pendant ses études. En 2005, le bâtiment du département de littérature anglaise de l'université est rebaptisé le Clara Belle Williams Hall,. Une bourse d'études du premier cycle de l'université porte son nom.